# Litla Våtahovudet
Litla Våtahovudet est une île norvégienne du comté de Vestland appartenant administrativement à Bømlo.

## Description
Rocheuse et désertique, à fleur d'eau, elle s'étend sur environ 45 m de longueur pour une largeur approximative de 42 m. 